# Conliège

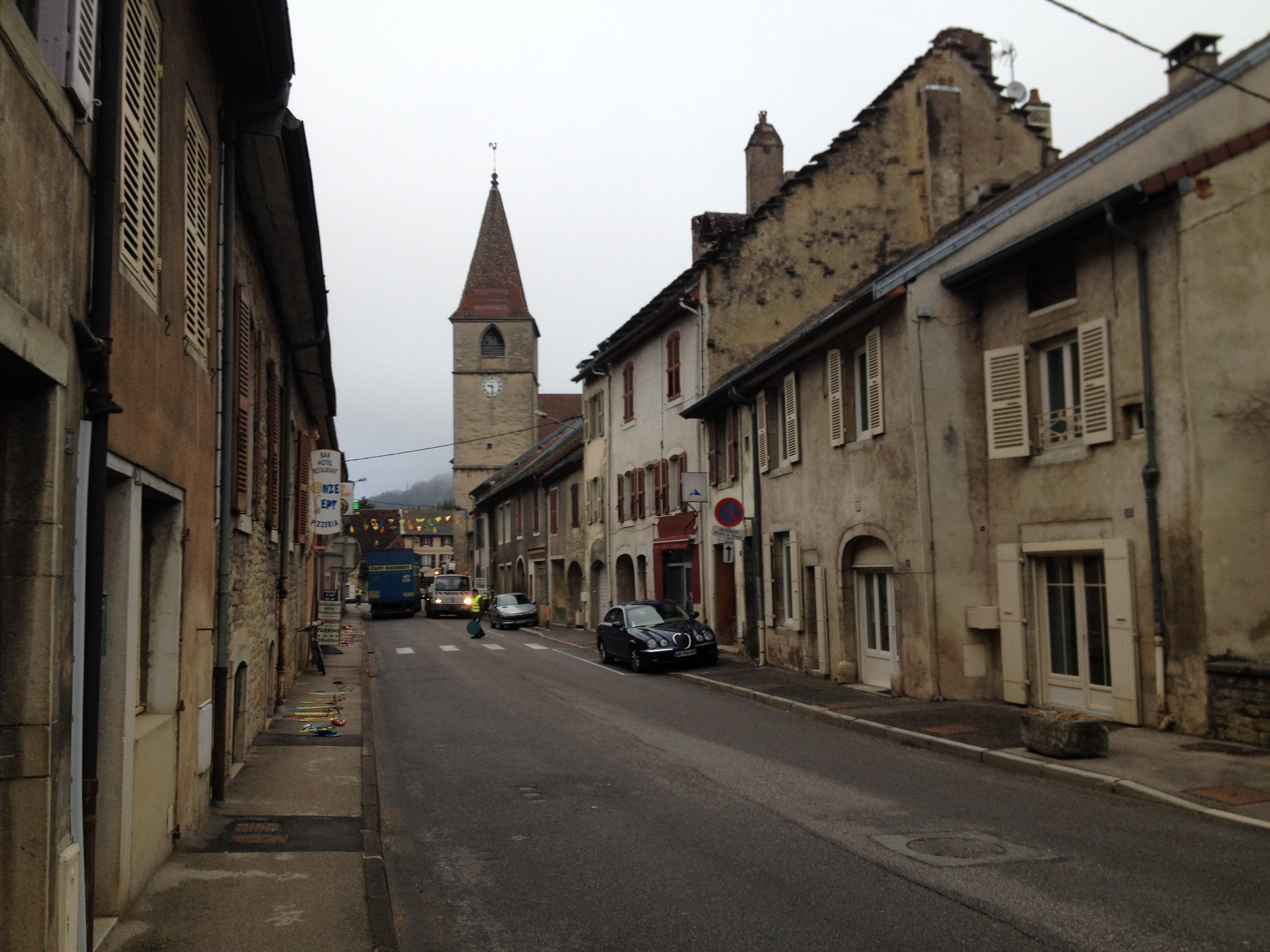
Đường Neuve ở Conliège

Conliège là một xã của tỉnh Jura, thuộc vùng Bourgogne-Franche-Comté, miền đông nước Pháp.